# Svinedrengen
Svinedrengen er et eventyr af H.C. Andersen, udgivet for første gang 20. december 1841.  Om eventyret udtalte han selv, at historien "har et Par Træk fra et gammelt dansk Folke-Eventyr, der, saaledes som det blev mig fortalt som Barn, ikke sømmeligt kunne gjengives”". 
Eventyret er blevet filmatieret flere gange, bl.a. ved:
- Svinedrengen (Der var engang...) – en tegnefilm fra 2005 [3]
- Svinedrengen (film fra 1974) – dansk kortfilm fra 1974 instrueret af Palle Kjærulff-Schmidt
- Svinedrengen (film fra 1975) – tjekkoslovakisk animationsfilm fra 1975 instrueret af Gene Deitch [4]